# Амаран
Амаран (фр. Amarens) насеље је и општина у јужној Француској у региону Миди Пирене, у департману Тарн која припада префектури Алби.
По подацима из 2011. године у општини је живело 69 становника, а густина насељености је износила 14,14 становника/km². Општина се простире на површини од 4,88 km². Налази се на средњој надморској висини од 265 метара (максималној 292 m, а минималној 175 m).

## Демографија
| 1962. | 1968. | 1975. | 1982. | 1990. | 1999. | 2011. |
| ----- | ----- | ----- | ----- | ----- | ----- | ----- |
| 59    | 78    | 88    | 66    | 70    | 78    | 69    |

График промене броја становника у току последњих година